# Shimao International Plaza
Shimao International Plaza ist der Name eines der höchsten Wolkenkratzer der Welt und dem vierthöchsten Wolkenkratzer Shanghais. Das 333 Meter hohe Gebäude wurde im Jahr 2006 errichtet und hat 66 Etagen. Eigentümer des Gebäudes ist die Shimao Group. Das Gebäude beherbergt ein 5-Sterne-Luxushotel "Le Royal Méridien" der Starwood-Kette.

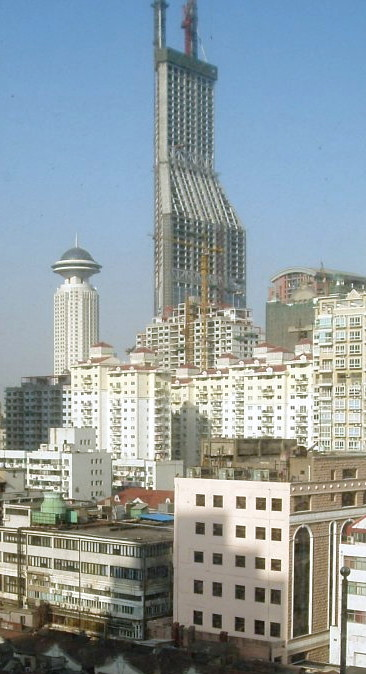
Blick zur Baustelle (Januar 2005)